# Полякін Мирон Борисович
Мирон Борисович Полякін (нар. 12 лютого 1895, Черкаси — пом. 21 травня 1941, Москва) — російський та радянський скрипаль і педагог.

## Біографія

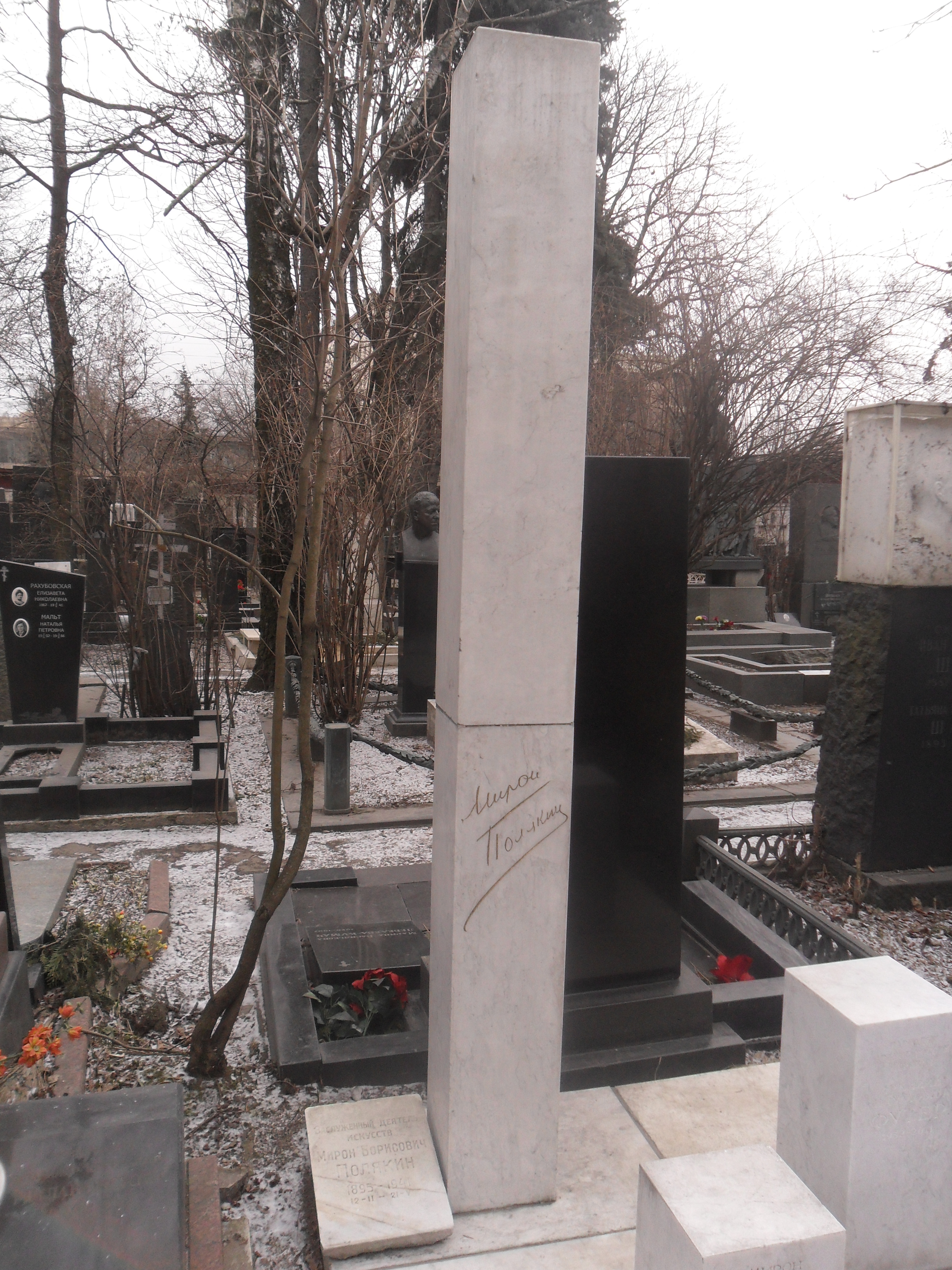
Могила Мирона Полякіна на Новодівочому кладовищі Москви

Мирон Полякін навчався у музичній школі в Києві в учениці Фердинанда Лауба Олени Вонсовської, а потім з 1909 року в Санкт-Петербурзькій консерваторії у Леопольда Ауера. 24 січня 1909 року Мирон Полякін виступив у Петербурзі з першим сольним концертом.
У 1917—1926 роках він гастролював багатьма країнами світу. Так, наприклад, 27 лютого 1922 року дебютував у Нью-Йорку. Потім повернувся до Радянського Союзу, був професором Ленінградської (1928—1936) і Московської (1936—1941) консерваторій. У Ленінграді Мирон Полякін жив у знаменитому Толстовському будинку.
«Це був справжній романтик скрипкової гри, справжній натхненний поет скрипки, у якого в кожній фразі, у кожній мелодійної інтонації і навіть в окремому звуці було присутні поетичне начало».
Звання заслуженого діяча мистецтв РРФСР Мирон Полякін отримав лише в 1940 році.
Мирон Полякін знімався у фільмі «Концерт Бетховена» (1936).